# Marco Hober
Marco Hober (* 9. September 1995 in Bielefeld) ist ein deutscher Fußballspieler. Der Mittelfeldspieler steht beim SV Rödinghausen unter Vertrag.

## Karriere
Hober begann seine Karriere beim Bielefelder Verein SV Gadderbaum. Über den VfR Wellensiek wechselte er im Jahre 2010 zu Arminia Bielefeld. Mit den B-Junioren der Arminia stieg er zwei Jahre später nur aufgrund der schlechteren Tordifferenz gegenüber dem Bonner SC aus der U-17-Bundesliga ab. 2013 stieg er mit Bielefelds A-Jugend in die A-Junioren-Bundesliga auf. Im Sommer 2014 rückte Hober in die zweite Mannschaft der Arminia auf und wurde auf Anhieb Stammspieler. Aufgrund guter Leistungen trainierte er ab Herbst 2014 bereits bei der ersten Mannschaft mit und erhielt im März 2015 einen Profivertrag. Am 25. April 2015 gab er sein Profidebüt beim Drittligaspiel beim FC Rot-Weiß Erfurt, als er für David Ulm eingewechselt wurde. In der Winterpause 2015/16 wurde er für 18 Monate an Borussia Dortmund II verliehen. Dann wechselte Hober im Sommer 2017 zum Drittligisten Sportfreunde Lotte. Nach nur einer Spielzeit und 17 Einsätzen für die Sportfreunde, kehrte er zu Borussia Dortmund II zurück. Dort schaffte er mit der Mannschaft in der Saison 2020/21 den Aufstieg in die 3. Liga. Nach viereinhalb Jahren und 79 Ligaspielen wechselte Hober dann im Januar 2023 weiter zum SV Rödinghausen in die Regionalliga West.